# Neutralidad de género

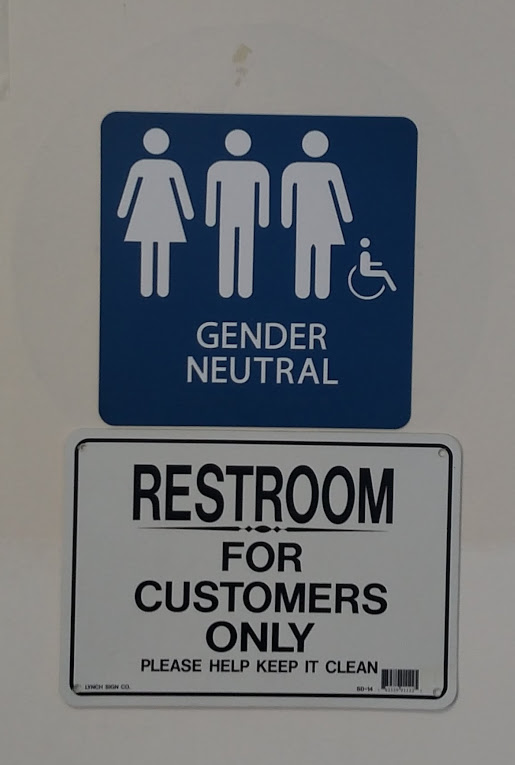
Señalización de baño neutral en cuanto al género, Estados Unidos, 2017

La neutralidad de género, también conocida como neutralismo de género o movimiento por la neutralidad de género, es la idea de que las políticas, el lenguaje y otras instituciones sociales (estructuras sociales, roles de género o identidad de género) deben evitar distinguir roles según el sexo o el género de las personas, a fin de evitar la discriminación derivada de la impresión de que existen roles sociales para los que un género es más adecuado que otro. 

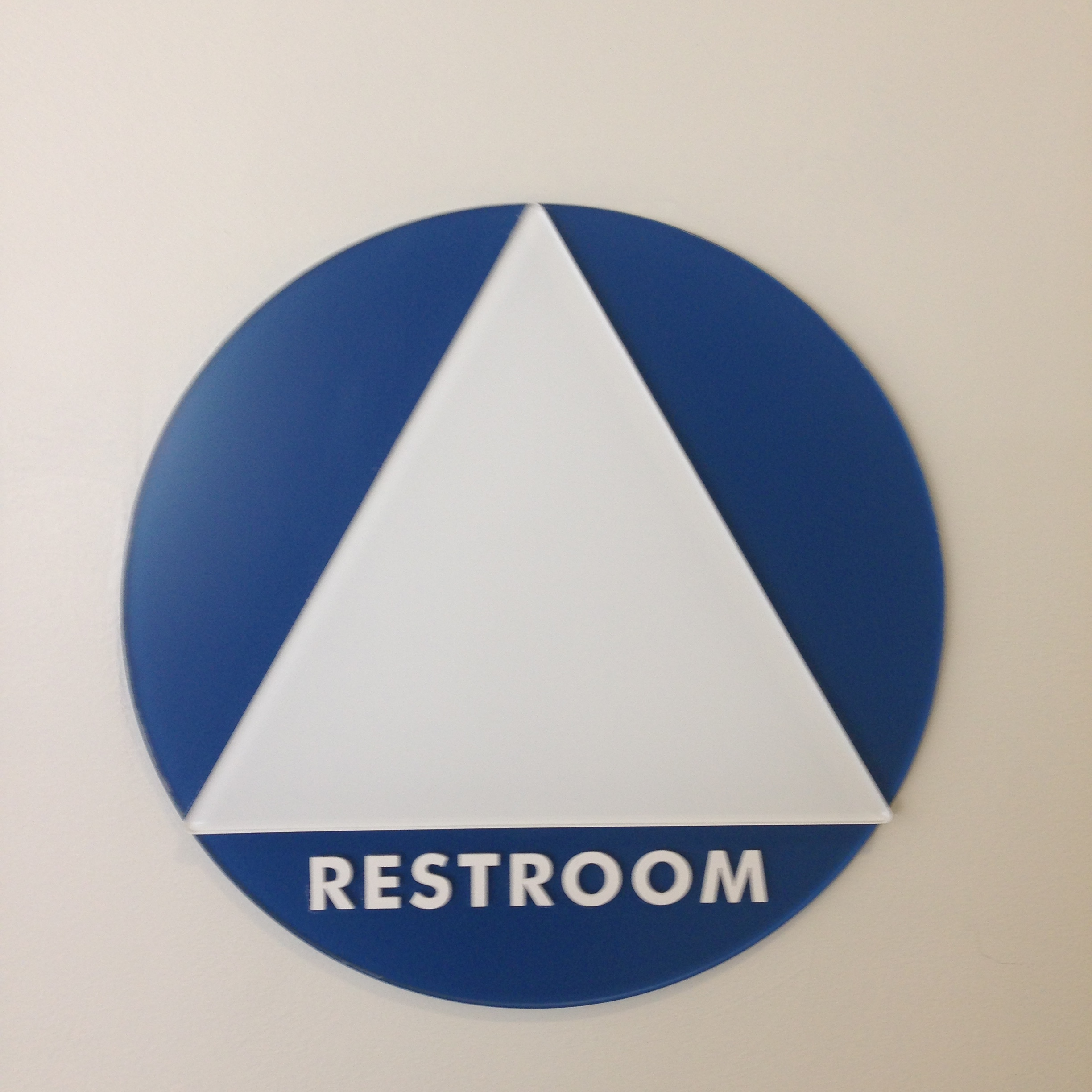
Señalización de baño neutral en cuanto al género, California, Estados Unidos, 2016

## Impacto
Los defensores de la neutralidad de género pueden apoyar políticas públicas diseñadas para eliminar las distinciones de género, como los baños públicos con neutralidad de género.  
Se ha observado que la neutralidad de género en la ley ha cambiado la naturaleza de las disputas de custodia, lo que hace más probable que a los hombres se les otorgue la custodia de sus hijos en caso de divorcio.
La definición legal de género ha sido un tema controvertido particularmente para las personas transgénero. En algunos países, para poder definirse legalmente como un nuevo sexo, las personas deben someterse primero a la esterilización.
California se unió a Oregon en su esfuerzo por reconocer la neutralidad de género. El 15 de octubre de 2017, el gobernador de California, Jerry Brown, firmó una nueva legislación que permite a las personas la opción de seleccionar un género neutral en las tarjetas de identificación del estado.

### Zonas grises en género
Un tema relacionado con la neutralidad de género son las áreas grises que existen en el género. Intentar definir legalmente los límites del género ha demostrado ser un problema difícil con la existencia de personas que se identifican o que son identificadas por otros como intersexuales, de tercer género, transgénero y, en general, de género no binario. 

### Ceguera de género
La ceguera de género es la práctica de no distinguir a las personas por género. Aunque la ceguera de género delinea la idea de igualdad de género, no contribuye a las ideas de neutralidad de género. Alguien que es ciego al género no necesariamente se pone del lado de las ideas de movimientos que se encuentran dentro de los prejuicios relacionados con el género.

### Relación con el feminismo y el masculinismo
La neutralidad de género enfatiza el trato igualitario de hombres y mujeres y personas de cualquier otro género legalmente sin discriminación alguna. Este objetivo se comparte en principio con feministas y masculinos. Sin embargo, en el neutralismo de género, el énfasis está en trascender la perspectiva del género por completo en lugar de centrarse en los derechos de géneros específicos. 

### Relación con el transhumanismo
Los defensores del postgenderismo argumentan que la presencia de roles de género, estratificación social y disparidades y diferencias cognofísicas son, en general, en detrimento de los individuos y la sociedad. Dado el potencial radical de las opciones avanzadas de reproducción asistida, los postgenderistas creen que el sexo con fines reproductivos se volverá obsoleto o que todos los humanos posgénero tendrán la capacidad, si así lo desean, de llevar un embarazo a término y engendrar un hijo.

## Dimensiones

### En marketing
El marketing a menudo se centra en apuntar a datos demográficos específicos y crea productos centrados en géneros específicos. Las opiniones públicas sobre el marketing de género específico han llamado la atención de los medios en los últimos años, por ejemplo, una protesta contra un bolígrafo bic "Bic for her" dirigido a las mujeres mediante la publicación de miles de críticas falsas del bolígrafo burlándose de su publicidad específica para mujeres.

#### Juguetes infantiles
En la comercialización de juguetes para niños, la comercialización específica de género es muy frecuente. Según un estudio realizado en 2012, "los niños aprenden acerca de los juguetes que se consideran apropiados para su género no solo de adultos y niños, sino también a través de los medios de comunicación, que sirven como una fuente importante de socialización y socialización de género". 
Las paletas de colores y los tipos de juguetes son características de género de los juguetes comercializados para niños o niñas. Los resultados del estudio mencionado anteriormente, mostraron que "los juguetes que eran de color pastel eran mucho más propensos a ser comercializados como juguetes para 'solo niñas', mientras que los juguetes de colores llamativos eran mucho más propensos a ser comercializados como juguetes para 'niños solamente'". y también descubrió que el azul era un color más neutral al género.  
Los juguetes de acción, como los automóviles, las armas y los juguetes de construcción, se comercializan hacia los niños, mientras que los juguetes que tienen que ver con la belleza y el trabajo doméstico se comercializan hacia las niñas.  
Un estudio adicional realizado en 2014, con dos tipos diferentes de experimentos, se centra en el etiquetado de juguetes, "para niñas" y "para niños", combinados con colores explícitos, rosa y azul, y estereotipos de género en niños. En el estudio, se presentaron artículos nuevos a los niños, se pintaron de diferentes colores y se etiquetaron de manera diferente. Un cascanueces fue presentado a los niños como azul y etiquetado "para niños" en una ocasión, pero para otros niños era rosa y etiquetado "para niñas". Los resultados de los estudios encontraron que el etiquetado afectó profundamente el gusto de los niños hacia los juguetes, y el otro estudio mostró que las niñas están más afectadas que los niños en términos de etiquetado.  El "color rosa" parecía dar a las niñas permiso para explorar juguetes masculinos. Esto indica que el rosa puede significar que está permitido que las niñas muestren interés en los juguetes y actividades contra estereotípicos ”.
Este marketing / etiquetado específico de género expone a los niños a roles de género y ese color puede ser un indicador de género. Los niños "muestran menos participación con los juguetes asociados estereotípicamente con el sexo opuesto, y rechazan tales juguetes más que los que están asociados estereotípicamente con su propio sexo o los neutrales".
Los juguetes son un medio para que los niños formen estereotipos de género. Algunos juguetes, como los animales de peluche, han demostrado ser de género neutro y generalmente se comercializan tanto para niños como para niñas.
Los padres también juegan un papel importante en la construcción de la socialización de género de sus hijos, ya que ellos son quienes compran los juguetes para sus hijos.
La popularidad de hacer que la publicidad de juguetes sea neutral en cuanto al género ha aumentado a través de medios como anuncios que muestran a niños jugando con muñecas bebés (un juguete que comúnmente se comercializaba solo para niñas en el pasado).

#### Moda
En la comercialización de las líneas de moda, los diseñadores están comenzando a diseñar prendas de vestir unisex, que no etiquetan su ropa como "masculina" o "femenina". En la sociedad actual, la neutralidad de género es cada vez más aceptada. "Tanto los hombres como las mujeres ahora tienen 'permitido' usar ciertas prendas de vestir que alguna vez se consideraron inapropiadas para su sexo". Las mujeres tienen más libertad porque las mujeres con ropa más masculina son aceptadas, como los trajes, pero los hombres con ropa femenina, como los vestidos, son menos apropiados.
Este aspecto de la ropa de género neutral dice "que el mundo según los hombres (de la clase dominante) [es] el único viable" porque la mayoría de la ropa de género neutral se parece a la ropa masculina típica. Aun así, muchas compañías están haciendo lo que pueden por la igualdad de género al presentar líneas de ropa neutrales en cuanto al género. Muchas prendas de ropa deportiva ahora incluyen la neutralidad de género para promover la igualdad de género para hombres y mujeres.  

### En educación
Ha habido algún avance en la incorporación de la neutralidad de género dentro del aula. Los intentos de fomentar esta mentalidad en las escuelas son demostrados por instituciones como Nicolaigarden y Egalia, dos centros preescolares en Suecia. Sus esfuerzos para reemplazar los términos "niña" y "niño" por el pronombre de género neutro hen les otorga a los estudiantes la capacidad de desafiar o cruzar los límites de género. Sin embargo, existen prejuicios implícitos dentro del profesorado y el personal de las escuelas que en última instancia evitan la fluidez de género en el aula. En un estudio realizado en 2016 que midió las facilidades de los docentes de actividades de género y neutrales al género durante el juego libre, se concluyó que los docentes facilitaron las actividades masculinas a tasas más altas que las femeninas. El estudio sugiere que, "Informar a los maestros sobre esta tendencia puede incitar a los maestros a reflexionar sobre sus propias prácticas de enseñanza y servir como un catalizador para la promoción de prácticas de enseñanza que creen entornos de aula en los que los niños y las niñas reciban apoyo para comprometerse con un variedad de actividades en el aula ". Otras sugerencias y actividades para ampliar la mentalidad detrás de la neutralidad de género en las escuelas incluyen 
- Permitir la asistencia al baile de graduación y el regreso al hogar sin género para acomodar a participantes del mismo sexo y transgénero
- designar baños y viviendas en el campus neutrales al género[19]
- establecer organizaciones de estudiantes fraternales de género neutral y mixtas
- no separar juguetes en áreas específicas de género
- no tener deportes específicos de género en las clases de educación física.[20]

#### Código de vestimenta
La abolición de ciertos códigos de vestimenta se ha conservado entre las instituciones dependiendo de las limitaciones impuestas a los estudiantes y su comodidad en tal atuendo. Para los estudiantes transgénero, los códigos de vestimenta estrictos pueden complicar su camino hacia la confirmación de su identidad de género, un costo que puede afectar a estas personas durante toda su vida. Las formas en que el cumplimiento de la vestimenta en las instituciones puede causar reverberaciones en otras áreas de la vida son factores tales como un bajo rendimiento académico, tasas de abandono más altas y una mayor acción disciplinaria. A 2017, 150 escuelas primarias en el Reino Unido han introducido uniformes de género neutro y los estudiantes se sienten más en control de su identidad como resultado de este cambio de política.

#### Universidad
En 2005, la Universidad de California, Riverside se convirtió en el primer campus universitario público en los Estados Unidos en ofrecer una opción de vivienda neutral en cuanto al género.  Un artículo del Washington Post de febrero de 2014 señaló que casi 150 escuelas de EE. UU. Ahora tienen programas de vivienda neutrales al género. Otras instituciones, como la Universidad del Sur de California y Princeton, reconocen algunos de los peligros que surgen como resultado de las opciones de vivienda como miembro de la comunidad LGBTQ y también han desarrollado viviendas separadas para dar cabida a dichos estudiantes.

### En la crianza de los hijos
Las estrategias de control parental se pueden definir como cualquier estrategia que los padres usen para alterar, cambiar o influir en el comportamiento, los pensamientos o los sentimientos de sus hijos. El metaanálisis revela de Endendijk, "la base de la crianza neutral en cuanto al género, también conocida como PNB, no proyecta un género en un niño. Permite a los padres y a los niños separarse del género binario". La crianza neutral de género permite a los niños estar expuestos a una variedad de tipos de género para que los niños puedan explorar su género sin restricciones de la sociedad o del género con el que nacieron. Las estrategias de apoyo a la autonomía brindan al niño una cantidad adecuada de control, de opciones, reconocen las perspectivas del niño y le brindan razones significativas cuando la elección es limitada.  
Incluso si un niño no muestra comportamientos de flexión de género, la crianza neutral de género les permite explorar y no estar limitados en el género con el que nacieron. Esto puede ser permitiéndoles jugar con juguetes no estereotípicos para su género, permitiéndoles elegir su propia ropa, permitiéndoles actuar más "femeninos" o "masculinos", y permitiendo que los niños cuestionen su género.  
En el libro de sociología Sex Differences In Social Behavior: A Social Role Interpretation, Alice Eagly teoriza que se han propuesto diferencias sexuales, basadas en factores biológicos, la socialización de la primera infancia y otras perspectivas. Esto permite que los niños se expresen sin sentir la presión de ser extremadamente masculinos o femeninos.

### En literatura infantil
La neutralidad de género en la literatura infantil se refiere a la idea de que los editores, escritores e ilustradores deben evitar el marketing hacia los niños a través de su sexo o género, y en su lugar deben centrarse en expandir el contenido en lugar de reforzar los roles sociales y de género. Los roles de género y los estereotipos impregnan nuestra cultura y se establecen a través de una variedad de medios, como la cultura visual o las interacciones diarias con la familia y los compañeros. Los temas de neutralidad de género y performatividad de género se han discutido en un sentido más amplio entre académicos como Judith Butler en Undoing Gender y El género en disputa, en relación con otros aspectos de la sociedad, como en el caso de David Reimer. En relación con el marketing infantil, la neutralidad de género es un movimiento creciente entre padres, hijos y editores. Aunque hay muchos hogares con estereotipos de género, los libros que los niños encuentran tienen usos tanto psicológicos como sociales durante un tiempo en que los niños constantemente construyen ideas a partir de la información que los rodea y asimilan nuevos conocimientos con conocimientos previos.

## Crítica
Al igual que con enfoques similares para tratar el racismo y el origen étnico, no reconocer y tener en cuenta el sexo de los participantes puede ser perjudicial. Postula que funciona en una sociedad post-sexismo donde las mujeres ya no son tratadas de manera diferente a los hombres en función de su sexo. Mientras tanto, el tratamiento de género prevalece en todo el mundo. De un estudio de organizaciones que ofrecían servicios solo para mujeres, el 23% dijo que su razón se basaba en la desigualdad de las mujeres y el deseo de abordar ese desequilibrio; 20% que los espacios exclusivos para mujeres promueven el desarrollo y el empoderamiento de las mujeres; 18% que estaban prestando un servicio que los servicios unisex no satisfacían y que se enfocaban en las necesidades específicas de las mujeres.
Los estudios indican un amplio apoyo para que las opciones de servicio para un solo sexo permanezcan disponibles. De 1000 mujeres encuestadas por el Centro de Recursos para Mujeres, el 97% declaró que las mujeres deberían tener la opción de acceder a servicios solo para mujeres si fueran víctimas de agresión sexual. El 57% indicó que elegirían un gimnasio solo para mujeres en lugar de un gimnasio mixto. Los servicios para un solo sexo pueden tener un beneficio al proporcionar mayor comodidad e involucrar a los participantes que de otro modo no se involucrarían. La eliminación de todos los baños separados por sexo podría perder la sensación de tener un espacio de baño seguro para algunas personas al reemplazarlos con baños para todos los géneros / identidades.
Las leyes de género neutral han tenido consecuencias no deseadas. La Ley de Ausencia Familiar y Médica (FMLA) de 1993 otorga a ciertos empleados un permiso de trabajo no remunerado de 12 semanas sin riesgo de pérdida de empleo y se aplica a todos los géneros. Los empleados deben calificar para este permiso por haber estado empleados por más de 12 meses y solicitar el permiso debido a una "condición de salud grave", embarazo o adopción. A pesar del lenguaje de neutralidad de género de FMLA, existen preocupaciones sobre la ley que refuerza la disparidad de género que involucra el cuidado de niños entre hombres y mujeres; Como FMLA sigue siendo neutral en cuanto al género, no reconoce la carga de las mujeres durante el embarazo que los hombres no experimentan. Las mujeres con hijos en el lugar de trabajo no reciben tanta atención o recursos como sea necesario para sus problemas específicos de las mujeres, personales / en el hogar, lo que refuerza la disparidad de género a pesar de la necesidad de la ley de ser neutral en cuanto al género.